# Enzo Trossero
Enzo Héctor Trossero (* 23. Mai 1953 in Esmeralda) ist ein ehemaliger argentinischer Fußballspieler und ‑trainer.

## Karriere als Spieler
- 1972–1975 CA Colón
- 1975–1979 Independiente
- 1979–1981 FC Nantes
- 1981–1985 Independiente
- 1985–1986 Toluca
- 1986–1987 Estudiantes de La Plata

## Karriere als Trainer
- 1987–1990 Argentinischer Verband (Junioren/Bilardo-Assistent)
- 1990–1992 FC Sion
- 1992–1994 CA Huracán
- 1994–1995 Estudiantes de La Plata
- 1995–1997 CA Colón
- 1997–1998 CA San Martín de Tucumán
- 199900000 FC Lugano
- 1999–2000 Independiente
- 2000–2001 Schweizer Fussballnationalmannschaft
- 2003           Olimpo
- 2004–2007 CSD Municipal
- 2007–2009 Al-Shabab
- 2009           CD Godoy Cruz Antonio Tomba
- 2010           Al-Ittihad Club
- 2011           Al-Shabab
- 2015           CSD Municipal

## Familie
Enzo Trossero ist verheiratet und Vater von zwei Kindern.